# Orthosia schmidtii
Orthosia schmidtii là một loài bướm đêm trong họ Noctuidae.